# Guindrecourt-aux-Ormes
Guindrecourt-aux-Ormes è un comune francese di 77 abitanti situato nel dipartimento dell'Alta Marna nella regione del Grand Est.

## Società

### Evoluzione demografica
Abitanti censiti